# 副田一穂
副田一穂（そえだ かずほ、1982年 - ）は、日本のキュレーター。2015年美連協カタログ論文賞「優秀論文賞」受賞。2022年第17回西洋美術振興財団賞「学術賞」受賞。

## 概要
1982年、福岡県生まれ
2008年、愛知県美術館就職。
2009年、東京大学大学院人文社会系研究科基礎文化研究専攻（美術史学）修了。
愛知県美術館主任学芸員。

## 企画
- 「マックス・エルンスト：フィギュア×スケープ」（2012）
- 「芸術植物園」（2015）
- 「アイチアートクロニクル1919-2019」（2019）[5]
- 「トライアローグ 横浜美術館・愛知県美術館・富山県美術館 20世紀西洋美術コレクション」（2021年、共同企画）
- 「ミロ展──日本を夢みて」（2022年）
- 「幻の愛知県博物館」（2023年）

## 論文
- 「〈夢の絵画〉から『絵画の殺害』へ──ジョアン・ミロとシュルレアリスム」
- 「（反）バルセロナの画家、ジュアン・ミロ」[6]